# Curumaní
Curumaní é um município da Colômbia, localizado no departamento de Cesar.